# Eteketoni
Eteketoni ist eine ausgestorbene Gattung aus der Familie der Orycteropodidae und der Ordnung der Tubulidentata, zu denen das Erdferkel als deren einziges heutiges Mitglied gehört. Bekannt ist die Gattung lediglich von einem Teilskelett, das aus dem östlichen Uganda stammt. Mit einer Datierung in das Untere Miozän vor rund 20 bis 18,5 Millionen Jahren stellt Eteketoni den zur Zeit ältesten eindeutigen Vertreter der gesamten Gruppe der Erdferkel-Verwandtschaft dar. Die Tiere stimmten in vielen Merkmalen mit dem heutigen Erdferkel überein, einschließlich des typisch röhrenförmigen Aufbaus der Backenzähne, waren aber deutlich kleiner. Zudem war der Schädel markant flacher und es zeigen sich einzelne Unterschiede im Detail. Wahrscheinlich lebten sie wie ihr rezenter Verwandter grabend und ernährten sich spezialisiert von Ameisen und Termiten. Die Gattung wurde im Jahr 2019 wissenschaftlich eingeführt. Es ist eine Art anerkannt.

## Merkmale
Eteketoni ist von einem nur bruchstückhaft überlieferten Skelett bekannt. Dieses verweist auf ein gegenüber dem heutigen Erdferkel deutlich kleineres Tier von rund 8,5 kg Körpergewicht. Dem Schädel fehlt der vordere Abschnitt mit dem Rostrum, außerdem ist er stark zerquetscht. Er war aber ursprünglich deutlich flach gestaltet. Am Hirnschädel betrug seine Breite rund 4,6 cm, seine Höhe dagegen nur 2,6 cm. Dies entspricht einem Verhältnis von 1,75. Beim heutigen Erdferkel ist der Schädel auffallend höher, das Breiten-Höhen-Verhältnis liegt bei 1,44 bis 1,52. Die Stirnlinie wölbte bei Eteketoni am Stirnbein oberhalb der Orbita etwas auf. In Ansicht von oben begann das Stirnbein breit und verengte sich zu den Orbita hin, die Schädeleinschnürung hinter den Augenhöhlen war aber nur schwach ausgebildet. Dies ist ebenfalls ein deutlicher Unterschied zum Erdferkel, ebenso wie zu den ausgestorbenen Formen Leptorycteropus und Amphiorycteropus, bei denen die postorbitale Einschnürung markanter ausfällt. Das Foramen infraorbitale öffnete sich oberhalb des hinteren Teils des ersten Molaren und war relativ klein. Der vordere Abschnitt des Jochbogens setzte am dritten Mahlzahn an. Auf den Scheitelbein vereinten sich die Temporallinien im hinteren Abschnitt zu einem kurzen und flachen Scheitelkamm. Dies ist beim Erdferkel nicht der Fall, da die Temporallinien bei ihm über den gesamten Verlauf getrennt bleiben. Der Hinterhauptswulst am Hinterhauptsbein überragte den hinteren Schädel, stülpte aber in Ansicht von oben in der Mitte ein. Abweichend vom Erdferkel traten die Hinterhauptsgelenke nicht so deutlich hervor.
Der Unterkiefer ist nur fragmentiert überliefert. Der horizontale Knochenkörper verlief an der Unterkante sanft nach unten ausgedellt. Die größte Tiefe wurde am zweiten Molar erreicht. Hier war der Unterkiefer 1,25 cm hoch. Im Bereich der Mahlzähne verbreiterte sich der Unterkiefer leicht. Ein Foramen mentale befand sich unterhalb des zweiten und dritten Prämolaren, ein weiteres unterhalb des letzten Prämolaren und des ersten Molaren. Der aufsteigende Ast stand mit seiner Vorderkante in einem Winkel von 55° zur Alveolarebene. Im Vergleich dazu ragte dieser bei Orycteropus, Myorycteropus und bei Amphiorycteropus steiler auf. Der Kronenfortsatz erhob sich rund 1,7 bis 1,8 cm über die Kaufläche der Zähne. Ihn trennte eine tiefe U-förmige Eindellung vom Gelenkfortsatz. Letzter besaß eine aufgewölbte Gelenkfläche. Der Winkelfortsatz lag sehr tief im Vergleich zur Zahnkauebene und verlief an der Unterkante leicht schräg und damit wesentlich sanfter als beim Erdferkel. Für das hintere Gebiss sind im Oberkiefer je vier Prämolaren und drei Molaren pro Zahnreihe belegt, im Unterkiefer ist die Zahnreihe ab dem zweiten Prämolaren bis zum dritten Molaren überliefert. Das vordere Gebiss ist unbekannt. Die Zähne bestanden typisch für die Tubulidentata aus säulenförmigen Gebilden, die aus Zahnbein gebildet wurden und in eine Matrix aus Zahnzement eingebettet waren. Sie schlossen sich zu den eigentlichen Zähnen zusammen. Die Prämolaren zeigten einen einfachen lappigen (unilobaten), die vorderem Molaren einen zweilappigen (bilobaten) Umriss. Der obere hintere Molar war einlappig, der untere hintere schwach zweilappig. Die Zähne des hinteren Gebisses standen in einer geschlossenen Reihe, doch trennten sie kurze Lücken mit einer Ausdehnung von 1 mm voneinander ab. Die Länge der Molarenreihe betrug im Oberkiefer 2,1 cm, im Unterkiefer 2,7 cm. Der jeweils größte Zahn war der zweite Molar, der in der oberen Zahnreihe bis zu 0,87 cm, in der unteren bis zu 1,0 cm lang wurde. Im Oberkiefer standen die beiden Zahnreihen leicht konvergierend zueinander.
Vom Körperskelett sind einzelne Wirbel, die Vorderbeine und wenige Fragmente der Hinterbeine erhalten. Am Oberarmknochen, der 8,6 cm lang wurde, war ein rundlicher Gelenkkopf ausgebildet, der leicht nach hinten positioniert lag. Der Knochenschaft verlief gerade, eine kräftige deltopectorale Leiste zog dort entlang und bildete einen auffallenden Wulst etwa auf Höhe der Schaftmitte. Das untere Gelenkende war wuchtig. An der Elle fehlt das obere Gelenkende, das Olecranon, das aber in Bezug auf die Bruchfläche wohl sehr groß gewesen sein muss. Am Schaft kamen einzelne markante Knochenrippeln vor. Die Diaphyse selbst war wie die der Speiche leicht gepresst. Letzterer Knochen erreichte eine Länge von 5,7 cm und besaß ein kräftiges Handgelenksende. Die Hand bestand bei Eteketoni aus wenigstens vier Strahlen (II bis V), wobei der Außenstrahl (V) nur über Gelenkflächen am Strahl IV belegt ist. Von diesen waren die Mittelhandknochen des zweiten und dritten Strahls deutlich länger als der des vierten, erstere beiden maßen 3,3 bis 3,2 cm in der Länge, letzterer rund 2,6 cm. Grundsätzlich ähnelten die Knochen den entsprechenden Elementen beim heutigen Erdferkel und bei den ausgestorbenen Formen. Zu Myorycteropus bestand aber ein Proportionsunterschied, da dieses im Vergleich zur Armlänge größere Hände aufwies. Am vollständig erhaltenen Finger des dritten Strahls war das mittlere Fingerglied kürzer als das vordere und hintere. Dessen Rückenseite kennzeichnete in Übereinstimmung mit Myorycteropus eine scharfe Rippe entlang der Mittelachse, während beim heutigen Erdferkel dieser Abschnitt eher gerundet ist. Die Endphalangen liefen üblicherweise spitz aus und zeigten so die einst ausgebildeten Krallen an. Das Hinterbein ist nur über ein unteres Wadenbeinfragment überliefert. Hier war aber ein weit ausladender äußerer Knöchel ausgebildet, der die entsprechenden Bildungen beim Erdferkel sowie bei Leptorycteropus und Amphiorycteropus in Relation übertraf.

## Fossilfunde
Fossilreste von Eteketoni wurden bisher nur bei Karamoja am Nordwesthang des Akisim-Gebirges im östlichen Uganda in Ostafrika gefunden. Das Fundgebiet ist schon seit längerem für seinen Fossilreichtum bekannt. Es handelt sich um den Vulkan Napak, in dessen Umgebung zahlreiche bedeutende Fundstellen bestehen. Stratigraphisch bilden Gneise des Präkambriums die Basis. Die darauf lagernden fossilführenden Schichten werden in einzelne Untereinheiten unterteilt, die von unten nach oben das Iriri Member, das Napak Member und das Akisim Member umfassen. Sie sind durch jeweils vulkanische Ablagerungen voneinander getrennt. Dies betrifft die Lomorutoit Nephelinite Lava zwischen dem Iriri und dem Napak Member und das Akisim Agglomerat zwischen dem Napak und dem Akisim Member. Radiometrische Datierungen an Biotiten geben für das Napak Member ein absolutes Alter von 20 bis 18,5 Millionen Jahren an, was dem Unteren Miozän entspricht.
Bedeutung erlangte die Napak-Region vor allem durch die zahlreichen Funde früher Vertreter der Altweltaffen. Hierzu gehören unter anderem Meerkatzenverwandte, etwa aus der ausgestorbenen Gruppe der Victoriapithecidae. Daneben sind von hier Vertreter der Hyaenodonta, beispielsweise der Gattung Hyainailouros, des Weiteren auch verschiedene Huftiere und Kleinsäuger vorgestellt worden. Die Funde von Eteketoni entstammen der Fundstelle XIII, die dem Napak Member angehört. Neben dem Teilskelett des frühen Erdferkels kamen hier noch einige Einzelfunde etwa isolierte Zähne und Phalangen zum Vorschein. Vergesellschaftet waren die Funde mit Resten von mehreren Vertretern der Hirschferkel und des Schweineverwandten Nguruwe. Erdferkelreste aus Napak waren schon länger bekannt und wurden unter anderem 1975 von Martin Pickford vorgestellt und 1986 von Pickford, Brigitte Senut und Kollegen erwähnt.

## Paläobiologie
Die generelle Gestaltung der Vorderbeine gleicht der des heutigen Erdferkels und zeigt an, dass Eteketoni wie dieses unterirdische Gänge und Tunnel anlegen konnte. Darauf weist auch das Wadenbeinfragment mit dem kräftigen Knöchel hin. Die abweichend vom Erdferkel vorhandene Gelenkung des Wadenbein mit dem Fersenbein bei Eteketoni ermöglichte einen stabilen Fuß, was die Ansicht einer grabenden Lebensweise unterstützt. Der relativ flache Schädel kann als Anpassung an Umgebungen mit beschränktem vertikalem Platz angesehen werden. Möglicherweise nutzte Eteketoni dadurch auch flache natürliche Felsspalten oder Höhlen unter Baumwurzeln. Die ähnliche Gebiss- und Schädelstruktur von Eteketoni lassen eine vergleichbare, auf  Ameisen und Termiten basierende Ernährung wie beim Erdferkel annehmen. Durch seine deutlich geringere Körpergröße und die dadurch anzunehmende schmalere Schnauze konnte Eteketoni eventuell auch Beute direkt aus kleinen Erdlöchern oder Nestöffnungen entnehmen. Dies ist beim Erdferkel mit seiner deutlich größeren Statur nur begrenzt möglich. Es muss daher Ameisen- und Termitennester mit den Krallen der Vorderfüße aufreißen. Als indirekter Hinweis auf die Ernährung von Eteketoni können einzelne Spurenfossilien von Napak gedeutet werden. Diese umfassen Tunnelröhren von 4 bis 5 mm Durchmesser, welche mit kreisförmigen Pilzstrukturen in Verbindung stehen und wohl auf Termiten als Verursacher zurückgehen. Die Orbita ist bei Eteketoni ähnlich gebaut wie beim heutigen Erdferkel. Dies schließt die Ausbildung eines Processus postorbitalis am hinteren Augenfensterrand sowie die Position des Foramen lacrimale außerhalb der Augenhöhle ein. Es ist daher zu vermuten, dass die Fossilform in Übereinstimmung mit den rezenten Vertretern ein nachtaktives Leben führte. Einzelne Unterschiede finden sich in der Lage der Orbita, die bei Eteketoni leicht seitlich nach hinten verschoben ist als beim Erdferkel. Ob dies Auswirkungen auf das allgemeine Sehvermögen hatte, ist unklar.

## Systematik
Eteketoni ist eine ausgestorbene Gattung aus der Familie der Orycteropodidae und der Ordnung der Tubulidentata. Sowohl Ordnung als auch Familie gehört rezent mit dem Erdferkel (Orycteropus afer) nur ein einziges Mitglied an. Die Tubulidentata bilden wiederum einen Teil der Überordnung der Afrotheria, welche eine der vier Hauptlinien der Höheren Säugetiere repräsentiert. Die Ordnung war im Laufe ihrer Stammesgeschichte nie sehr formenreich. Sie trat erstmals im Unteren Miozän auf und blieb zunächst auf Afrika beschränkt. Im Mittleren Miozän erreichten ihre Vertreter jedoch auch Eurasien, wo sie sich von Südeuropa bis nach Südasien ausbreiteten. Außerhalb Afrikas verschwanden die Erdferkel-Verwandten aber spätestens im Pliozän wieder. Generell können sie als eher seltenes Faunenelement betrachtet werden. Innerhalb der Familie der Orycteropodidae lassen sich neben dem Erdferkel noch mehrere andere, allerdings nur fossil überlieferte Gattungen unterscheiden. Hierzu gehören Myorycteropus, Leptorycteropus und Amphiorycteropus. Besonderes Merkmal all dieser Formen ist der für die Ordnung der Tubulidentata namensgebende Aufbau der Backenzähne aus säulenförmigen Zahnbeinröhren. Die Gattung Eteketoni ist der bisher älteste eindeutige Angehörige aus der Verwandtschaft des Erdferkels. Mögliche nähere Beziehungen bestehen zu Myorycteropus. Beide Formen kennzeichnet ein sich stärker nach hinten lehnender aufsteigender Ast am Unterkiefer, der aber bei Eteketoni noch deutlicher zurückweicht als es bei Myorycteropus der Fall ist. Als trennendes Merkmal besitzt ersteres größere Zähne als letzteres.
Die wissenschaftliche Erstbeschreibung von Eteketoni stammt von Martin Pickford aus dem Jahr 2019. Grundlage bildete das Teilskelett von Napak im östlichen Uganda als bisher einziger bekannter Fossilnachweis (Exemplarnummer Nap XIII 17'18). Der Gattungsname ist dem Iriri-Dialekt der Karamojong entlehnt und bedeutet so viel wie „Erdferkel“. Dabei leitet sich Eteketoni von dem Verb akiketeke ab, das mit „kratzen“ übersetzt werden kann. Es bezieht sich auf die Eigenschaft des Erdferkels, mit seinen Gliedmaßen im Untergrund zu graben (sogenanntes scratch-digging). Als einzige anerkannte Art wurde E. platycephalus benannt. Das Artepitheton ist wiederum griechischen Ursprungs und setzt sich aus den Wörtern πλατόω (plato) für „flach“ oder „breit“ und κεφαλή (cephalé) für „Kopf“ oder „Haupt“ zusammen. Es verweist auf den flachen Schädel, der fast doppelt so breit wie hoch ist.